# 紗羅鼠屬
紗羅鼠屬（学名：Lenomys meyeri）为哺乳綱、囓齒目、鼠科的一屬哺乳动物，而與紗羅鼠屬（紗羅鼠）同科的動物尚有柔毛犬鼠屬（柔毛犬鼠）、長尾大鼠屬（長尾大鼠）、草鼠屬（花草鼠）、短吻蝠屬（短吻蝠）等之數種哺乳動物。

## 下属物种
本属包括以下物种：
- 紗羅鼠 Lenomys meyer (Jentink, 1879)，也拼作：Lenomys meyeri